# Erwin Lienhard
Erwin Lienhard (Steinmaur, 16 januari 1957 - 25 januari 2019) was een Zwitsers veldrijder en wegwielrenner.
Lienhard werd professioneel wielrenner in 1977. Hij kwam vooral uit in het veldrijden, in de tijd dat deze sport gedomineerd werd door zijn landgenoten Albert Zweifel en Peter Frischknecht. 
Lienhard  reed ook op de weg. Zo won hij een etappe in de Ronde van Zwitserland 1981. In 1982 nam hij deel aan zijn enige grote ronde, de Ronde van Frankrijk 1982. Hij overleed in 2019 op 62-jarige leeftijd. 
Hij was de vader van wielrenner Fabian Lienhard.

## Resultaten in voornaamste wedstrijden
| Jaar | Ronde van Italië | Ronde van Frankrijk | Ronde van Spanje |
| ---- | ---------------- | ------------------- | ---------------- |
| 1982 |                  | 95e                 |                  |